# جامعة بونش
جامعة بونش (University of Poonch)، هي جامعة عامة تقع في روالاكوت، بمنطقة آزاد كشمير، في باكستان.

## الوصف
تحوي الجامعة 3 فروع جامعية مختلفة: الحرم الجامعي الرئيسي في روالاكوت، وحرم كاهوتا، وحرم مونغ، وفي عام 2017 أصبحت الجامعة تضم 7 كليات تتكون من 26 قسمًا.
- كلية الزراعة: الأقسام: علوم وتكنولوجيا الأغذية، الاقتصاد الزراعي، البستنة، علم الحشرات، الهندسة الزراعية، أمراض النبات، تربية النباتات وعلم الوراثة الجزيئية، وعلوم التربة والبيئة.

- كلية العلوم الطبية والصحية: الأقسام: الصيدلة، والطب والجراحة الشرقية.

- كلية العلوم الإدارية: الأقسام: إدارة الأعمال، والتجارة.
- كلية العلوم الأساسية والتطبيقية: الأقسام: علوم الكمبيوتر، الكيمياء، الفيزياء، علم الحيوان، الرياضيات، علم النبات، وعلوم الأرض.

- كلية العلوم الإنسانية والاجتماعية: الأقسام: الاقتصاد، اللغة الإنجليزية، علم الاجتماع، علم النفس، والدراسات الإسلامية.

- كلية الهندسة والتكنولوجيا: الأقسام: الهندسة الكهربائية.
- كلية الطب البيطري وعلوم الحيوان: الأقسام: الطب البيطري وعلوم الحيوان.

## الأهمية
معترف بها أيضًا من قبل المؤسسات بما في ذلك لجنة التعليم العالي الباكستانية، ومجلس الصيدلة الباكستاني، والمجلس الوطني للطب.